# Rajd Kormoran 1975
8. Międzynarodowy Rajd Kormoran – 8. edycja Rajdu Kormoran. Był to rajd samochodowy rozgrywany od 29 do 30 kwietnia 1975 roku. Była to pierwsza runda Rajdowych Samochodowych Mistrzostw Polski w roku 1975. Rajd składał się z dwudziestu jeden odcinków specjalnych i z jednej prób wyścigowej. Został rozegrany na nawierzchni asfaltowej i szutrowej. Zwycięzcą rajdu został Błażej Krupa. Podczas rajdu na pierwszym oesie doszło do wypadku załogi numer trzydzieści trzy, samochód Polski Fiat 125p 1300, kierowany przez Zygmunta Chełstowskiego uderzył w drzewo. W wyniku obrażeń wewnętrznych kierowca zmarł.

## Wyniki końcowe rajdu[1][2]
| Miejsce | Kierowca              | Pilot                    | Samochód                          | Czas    | Strata | Grupa Klasa |
| ------- | --------------------- | ------------------------ | --------------------------------- | ------- | ------ | ----------- |
| 1       | Błażej Krupa          | Piotr Mystkowski         | Renault 12 Gordini                | 1:34:26 | -      | II/8        |
| 2       | Janusz Książkiewicz   | Józef Ważny              | Polski Fiat 125p 1600 Monte Carlo | 1:41:40 | +7:13  | II/8        |
| 3       | Tadeusz Turczuk       | Stanisław Turczuk        | Polski Fiat 125p                  | 1:43:34 | +9:08  | V           |
| 4       | Marek Karczewski      | Stanisław Brzozowski     | Polski Fiat 125p 1500             | 1:44:01 | +9:35  | I/8         |
| 5       | Maciej Sowiński       | Tadeusz Przybysz         | BMW 2002 Ti                       | 1:44:08 | +9:42  | I/9-13      |
| 6       | Karol Łosiak          | Jeremi Doria-Dernałowicz | Polski Fiat 125p 1500             | 1:44:23 | +9:56  | I/8         |
| 7       | Marian Bublewicz      | Henryk Mieczaniec        | Polski Fiat 125p 1300             | 1:44:25 | +9:58  | II/7        |
| 8       | Adam Masłowiec        | Andrzej Białowąs         | Polski Fiat 127p                  | 1:45:38 | +11:12 | I/5-6       |
| 9       | Włodzimierz Markowski | Wiesław Grabarczyk       | Polski Fiat 125p 1500             | 1:47:04 | +12:38 | I/8         |
| 10      | Ryszard Grychtoł      | Wojciech Ondraczek       | Polski Fiat 125p 1300             | 1:47:13 | +12:47 | I/7         |